# Silivri
 (novembre 2016).
Si vous disposez d'ouvrages ou d'articles de référence ou si vous connaissez des sites web de qualité traitant du thème abordé ici, merci de compléter l'article en donnant les références utiles à sa vérifiabilité et en les liant à la section « Notes et références ».
Silivri (ou Sélymbrie, en grec : Σηλυβρία) est l'un des 39 districts de la ville d'Istanbul, en Turquie, situé sur la péninsule de Thrace, le long de la mer de Marmara en Turquie, à 67 kilomètres à l'ouest du centre.

## Description

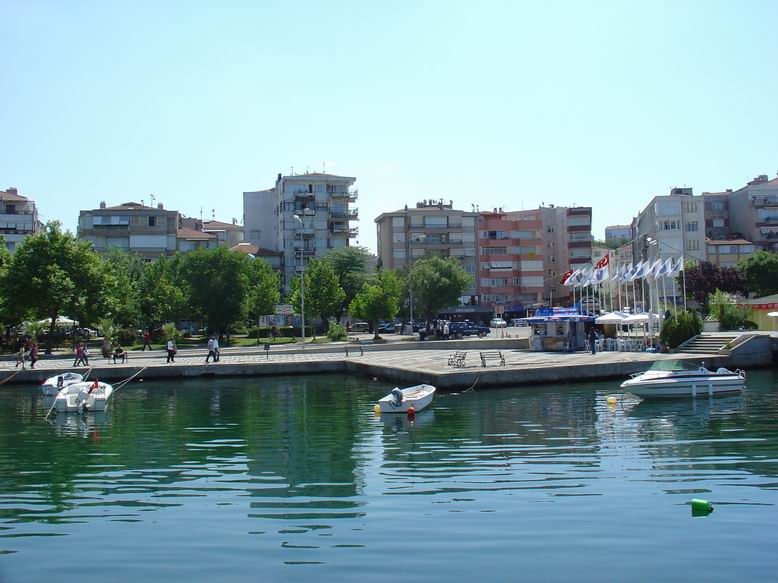
Silivri en 2006.

Sélymbrie est la capitale du district de Silivri. La ville a une population de 44 530 habitants selon le recensement de 2000 et 209 014 selon le recensement de 2021. Cependant, le nombre de personnes vivant dans la ville est multipliée par 4 ou 5 durant l'été. La ville est située sur la route D 100 qui relie la Turquie à la Bulgarie et passant par Edirne.

## Histoire
La ville de Sélymbrie eut tout au long de l'histoire une certaine importance due à son rôle de carrefour commercial et à son port naturel. Au départ, la ville était une colonie grecque de Mégare. Lieu de naissance du médecin Hérodicos, Sélymbrie fut alliée d'Athènes, puis fit partie du royaume thrace des Odryses pour finalement devenir romaine. Durant les premières années du Ve siècle, la ville fut officiellement renommée Eudoxiopolis en hommage à Eudoxie, épouse de l'empereur romain d'Orient Flavius Arcadius (377-408), mais ce nom ne survécut pas. En 813, le Khan bulgare Kroum pilla la ville. À la fin du IXe siècle, l'empereur Michel III (839-867) construisit une forteresse sur les collines environnant la ville, dont les ruines sont encore visibles aujourd'hui et qui devait de défendre la cité face aux pirates slaves et arabes. Le 12 décembre 1096 les troupes de Godefroy de Bouillon ravagèrent les environs de la ville sous prétexte de libérer un chevalier croisé retenu prisonnier.
En 1346, l'empire ottoman était l'allié de Jean VI Cantacuzène (1292-1383), qui luttait contre Jean V Paléologue (1332-1391) pour le trône impérial de Constantinople. La même année, le sultan Orhan épousa Théodora, fille de Jean VI, à Sélymbrie, qui devint alors ottomane. En 1453, la ville, avec Epibatos, se souleva contre l'empire ottoman mais fut anéantie lorsque les troupes turques réprimèrent la révolte. Durant la période turque, Silivri s'étendit en dehors de ses murs primitifs, car les non-musulmans (grecs, arméniens, bulgares et juifs) n'avaient plus le droit d'habiter à l'intérieur de l'enceinte de la cité. Les non-musulmans contribuèrent d'ailleurs à la croissance de la viticulture dans la région ainsi que de la production de la soie. La ville servit de résidence d'été aux sultans comme elle l'avait fait pour les empereurs byzantins. Sur l'ordre de Soliman le Magnifique, l'architecte Sinan construisit en 1562 un pont en pierre de 33 voûtes juste à l'ouest de Silivri. Ce pont historique, appelé « Uzunköprü » (« long pont »), est toujours en service aujourd'hui.
Lorsqu'ils furent chassés d'Espagne en 1492, de nombreux juifs séfarades de langue judéo-espagnole s'établirent dans l'empire ottoman, et entre autres à Silivri. Pendant les guerres balkaniques, les juifs de Silivri quittèrent la ville pour Cuba car la Bulgarie occupa Silivri du 16 novembre 1912 jusqu'au 30 mai 1913, or beaucoup de juifs étaient alors pro-Turcs, tandis que Grecs, Bulgares et Arméniens soutenaient la Bulgarie et la Grèce. Pendant la première Guerre mondiale, le 24 avril 1915, tous les Arméniens de la ville furent raflés et envoyés en déportation dans les zones désertiques d'Anatolie et de Syrie où la plupart périrent. En 1919, au traité de Sèvres, Sélymbrie fut attribuée à la Grèce. Pendant la guerre d'indépendance turque, Silivri fut occupée à partir du 20 juillet 1920 par les italiens avant que l'armée grecque en déroute n'évacue la ville à partir du 22 octobre 1922, suivie par une partie de la population chrétienne en proie à la panique. Silivri fut reprise par les Turcs le 1er novembre 1922. L'année suivante le traité de Lausanne rendit obligatoires les échanges de populations chrétienne et musulmane entre la Grèce et la Turquie (sauf pour la Thrace grecque et Constantinople), forçant les derniers chrétiens sélymbriotes à quitter la ville.

## Géologie
Le 26 septembre 2019, la région a subi un séisme de magnitude MW = 5,8. Il s'est produit sur la faille nord-anatolienne sous la mer de Marmara, et son épicentre se trouvait dans un « gap (en) » déjà identifié. Les calculs des contraintes cosismiques montre que le séisme d'Izmit de 1999 (MW = 7,4) a provoqué une augmentation des contraintes de 0,057–0,114 bars au niveau de son hypocentre. Malgré ce transfert de contraintes, le séisme de 2019 s'est produit bien après la fin des répliques du séisme de 1999 (qui se sont poursuivies pendant environ 16 ans). Le séisme de 2019 n'est sans doute pas lui-même pas une réplique, mais un événement indépendant dont l'advenue a été précipitée par l'augmentation des contraintes. Il est prémonitoire d'événements futurs, en vue desquels une prévention des risques est indispensable.

## Sites historiques
- Château de Sélymbrie.
- Mur d'Anastase, également connu comme « long mur de Thrace », fut construit par l'empereur byzantin Anastase Ier (491-518) en tant qu'élément de la défense avancée de Constantinople et servit probablement jusqu'au VIIe siècle. Le mur est comparable avec le mur d'Hadrien en Écosse dans sa complexité et sa conservation, les fortifications s'étendant sur 56 kilomètres de la mer Noire jusqu'à la mer de Marmara.
- Mosquée de Piri Paşa.
- Uzunköprü (pont).

## Personnalités nées à Silivri
- Hérodicos durant le Ve siècle, physicien et médecin.
- Jean le Bossu, général byzantin de la seconde moitié du Ve siècle.
- Andronic IV Paléologue (1376-1379), empereur byzantin.
- Nectaire d'Égine (1846-1920), saint orthodoxe, archevêque de la Pentapole.
- Roupen Sévag (1885-1915), écrivain arménien victime de la rafle des intellectuels arméniens du 24 avril 1915 à Constantinople et du génocide arménien.
- Aral Oğuz (1936-2004), homme caricaturiste politique.
- Melis Sezen (1997-), actrice.